# Никольский собор (Армавир)
Свято-Никольский собор — православный храм в городе Армавире Краснодарского края, кафедральный собор Армавирской епархии Русской православной церкви.

## История
История Николаевского храма — это, по сути, история двух храмов в честь святителя Николая: Николаевской церкви (1884—1939) и Свято-Никольского кафедрального собора (с 1996 года до настоящего времени).
Николаевская церковь
После проведения в 1875 году через Армавир Владикавказской железной дороги сюда устремился поток переселенцев из различных российских губерний. Основную массу новых жителей составляли русские крестьяне, торговцы и ремесленники. Не имея первоначально в селении собственной церкви, православные вынуждены были отправляться в ближайшую станицу Прочноокопскую, что в условиях бездорожья часто представляло собой непростую задачу.
В 1884 году на собранные русскими средства на одной из площадей селения был сооружен небольшой молитвенный дом во имя святителя Николая Чудотворца (сегодня на этом месте находится парк имени 30-летия Победы). Первым православным священником здесь стал Александр Николаевич Осецкий. Вскоре рядом была заложена каменная Николаевская церковь, торжественное освящение которой состоялось в 1892 году. Инициаторами и щедрыми жертвователями строительства являлись русские купцы: Г. И. и С. П. Меснянкины, Н. Г. Локтионов, П. А. Лысоконенко, Ф. Т. Руднев, И. М. Месенев и А. И. Тимонин. После начала богослужений в новом храме в здании молитвенного дома открылись мужская и женская церковно-приходские школы.
Первоначально Николаевская церковь была невелика и вмещала около 800 прихожан. Впоследствии усилиями ктитора Н. Г. Локтионова храм был значительно перестроен и расширен так, что на службе уже могли присутствовать до 2000 верующих. Над церковью вознеслись 9 лазурных куполов, на которых искрились маленькие золотые звездочки. Кроме главного престола во имя св. Николая появляется придел в честь Казанской иконы Божией Матери.
После долгих препирательств Армавирское сельское общество отвело православным обширную площадь вокруг церкви, на которой был разбит прекрасный сквер. На собранные верующими средства территория была обнесена капитальной металлической оградой на каменном цоколе. Для главных ворот здесь сооружается высокая парадная арка с куполом и иконой святого Николая.
В 1939 году в соответствии с постановлением Армавирского городского совета храм был уничтожен. В наши дни Николаевская церковь возродилась, и хотя её облик далек от прежнего, кажется, будто она стояла здесь всегда.
Николаевская религиозная община без Николаевского храма
Судя по материалам протоколов заседания президиума Армавирскогогорсовета в 1933 г. группы верующих православно-канонического направления при Николаевской церкви и Свято-Троицком храме совместно арендовали часть армянской Успенской церкви. Сама же Никольская церковь была закрыта, а её здание приспособлено под культурно-просветительные нужды.
7 декабря 1944 года Николаевская религиозная община была вновь зарегистрирована в исполкоме Краснодарского краевого Совета депутатов трудящихся. Её настоятель протоиерей Валериан Маляровский заключил договор с армавирским исполкомом о приеме в бессрочное бесплатное пользование одноэтажного церковного здания с находящейся в ней сторожкой и служебными предметами по ул. Кирова, 5 (часть здания армянской Успенской церкви).
В октябре 1962 г. Николаевскую религиозную общину вновь сняли с регистрации, и протоиерей Василий Чёрный был вынужден сдать церковные ценности и материалы церковному совету.
Свято-Никольский кафедральный собор
2 июня 1992 года отделом юстиции был зарегистрирован Устав Армавирского Свято-Николаевского прихода Краснодарской епархии Русской Православной Церкви.
В начале 1994 года в письме Патриарху Московскому и всея Руси Алексию II от атаманов Лабинского отдела Е. А. Беспятова и Армавирского казачьего округа В. Н. Ищенко, протоиерея Сергия Токаря, председателя церковно-приходского Совета Н. Г. Самбурова, председателя казачьей женской обществвенной организации сестричества «Казачка» была изложена просьба о восстановлении Свято-Никольского собора.
26 мая 1996 епископ Майкопский и Армавирский Филарет назначил протоиерея Геннадия Волкова настоятелем общины несуществующего Никольского храма.
12 сентября. 1996 Армавирская городская Дума принимает решение № 125 «О передаче здания по улице Комсомольской, 121-а (фотоателье) и прилегающей территории Свято-Никольскому приходу». В решении было сказано:
1. Администрации города в срок до 1 октября 1996 г. осуществить передачу здания, расположенного по ул. Комсомольской, 121-а (фотоателье) и прилегающей территории Свято-Никольскому приходу для открытия молитвенного дома и восстановления храма.
2. Объявить народной стройкой восстановление Свято-Никольского храма".
1 октября 1996 года глава администрации города Армавира Г. Ю. Королёв подписал постановление № 1843 «О передаче здания по ул. Комсомольской, 121-а и прилегающего земельного участка Свято-Никольскому приходу». В этот день протоиерем Геннадием Волковым было совершено первое богослужение.
15 января 1998 года Армавирская городская Дума принимает решение № 148, в соответствии с которым Свято-Никольскому приходу было определено место для возведения храма в центральной исторической части города. Причем вопрос стоял о строительстве нового храма, а не о восстановлении когда-то существовавшего (восстановление предполагает воссоздание старого облика в том же месте и в тех же объёмах), что в условиях сложившейся застройки привело бы к разрушению городской инфраструктуры центра.
Был разработан эскизный проект храма, сделаны расчеты.
28 ноября 2000 года городской отдел капитального строительства выдал Свято-Никольскому приходу разрешение на начало строительных работ.
19 апреля 2004 года в выстроенном Никольском храме совершается первая Божественная литургия.
В конце 2006 года вокруг Свято-Никольского храма устанавливается ковано-сварное ограждение, в парке идут озеленительные работы.
В апреле 2011 года на колокольне Свято-Никольского собора установлены колокола. Они изготовлены на средства Алексея Викторовича Борисова в Каменск-Уральском (товарищество «Пятков и Ко»).
5 февраля 2012 года митрополит Екатеринодарский и Кубанский Исидор (Кириченко) совершил освящение Свято-Никольского собора.
В 2013 году в главном приделе собора установлен новый иконостас, выполненный донскими мастерами в древнерусском стиле. Иконостас имеет 46 икон разной величины. Помимо иконостаса храм украшен 7 новыми киотами.
12 марта 2013 Священный Синод на своем заседании постановил: "Образовать в административных границах города Армавира, а также Гулькевичского, Курганинского, Лабинского, Мостовского, Новокубанского, Отрадненского, Успенского и Усть-Лабинского районов Краснодарского края -Армавирскую епархию.
17 апреля 2014 в Армавир прибыл управляющий Армавирской епархией, Преосвященный епископ Армавирский и Лабинский Игнатий. Торжественная встреча состоялась в Свято-Никольском кафедральном соборе. Так же в 2014 году собор официально получил статус кафедрального.
27 сентября 2018 Святейший Патриарх Московский и всея Руси Кирилл совершил в Свято-Никольском кафедральном соборе Божественную Литургию.
5 ноября Епархиальный Совет Армавирской епархии под председательством епископа Армавирского и Лабинского Игнатия (Бузина) освободил протоиерея Геннадия Волкова от должности настоятеля Свято-Никольского кафедрального собора за допущенные им ошибки при подготовке собора к визиту Святейшего Патриарха Московского и всея Руси Кирилла, назначив священника ключарем собора. Настоятелем Свято-Никольского кафедрального собора стал епископ Армавирский и Лабинский Игнатий (Бузин).